# جورج ويب (لاعب كرة قدم)
جورج ويب (بالإنجليزية: George Webb)‏ هو لاعب كرة قدم بريطاني (وحمل سابقاً جنسية المملكة المتحدة لبريطانيا العظمى وأيرلندا) في مركز الهجوم، ولد في 18 يوليو 1888 في المملكة المتحدة، وتوفي في 28 مارس 1915 بسبب سل. شارك مع منتخب إنجلترا لكرة القدم. أما مع النوادي، فقد لعب مع مانشستر سيتي ووست هام يونايتد ومنتخب إنجلترا الوطني لكرة القدم للهواة ‏ وIlford F.C. ‏.

## وصلات خارجية
- جورج ويب على موقع قاعدة بيانات كرة القدم.إي يو (الإنجليزية)
- جورج ويب على موقع ناشيونال فوتبول تيمز (الإنجليزية)